# Jagdkommando
Il Jagdkommando (Comando di caccia) è il gruppo operazioni speciali delle forze armate austriache.

## Ruolo
I compiti di questa unità d'élite, come le sue controparti come le United States Army Special Forces, sono principalmente antiterrorismo e controguerriglia. I soldati del Jagdkommando sono professionisti altamente qualificati il cui addestramento approfondito e rigoroso consente loro di assumere il controllo quando compiti o situazioni superano le capacità e la specializzazione delle unità convenzionali.

## Storia
Il nome “Jagdkommando” ha le sue origini al tempo della prima guerra mondiale, quando piccole squadre d'assalto del K.u.K. esercito austriaco vennero denominati in ciò che si traduce in "comando di caccia all'uomo".
La storia delle forze speciali austriache inizia nel 1961, quando un gruppo di ufficiali austriaci partecipò alla Ranger School dell'US Army come parte del loro addestramento al fine di istituire un corso simile per l'eventuale costituzione del Jagdkommando. Da allora, gli ufficiali e i soldati del Jagdkommando hanno continuato ad evolversi prendendo parte a corsi simili negli Stati Uniti e in tutta Europa e combinando le lezioni apprese con tattiche e conoscenze "nostrane". L'unità si è guadagnata molto rapidamente il rispetto delle forze speciali di altre nazioni. La sede del Jagdkommando si trova a Wiener Neustadt.
La maggior parte delle missioni sono classificate, ma il Jagdkommando di solito opera in luoghi dove si trovano anche truppe austriache regolari, come i Balcani (KFOR, ecc.), l'Afghanistan (ISAF/Sostegno Risoluto) e il Ciad (EUFOR Tchad/RCA). Nell'est del Ciad circa 50 soldati Jagdkommando sono stati schierati per proteggere i campi profughi vicino al confine con il Darfur dall'inizio del 2008 al 2009.
Nel 2016, il Jagdkommando si schierò in Mali insieme alle forze speciali francesi come parte dell'operazione Barkhane.

## Ordinamento
Il Jagdkommando opera in territorio austriaco e estero. La forza opera nei campi:
- Ricognizione;
- Commando;
- Protezione personale e liberazione di ostaggi.

Oltre a:
- Search and Rescue;

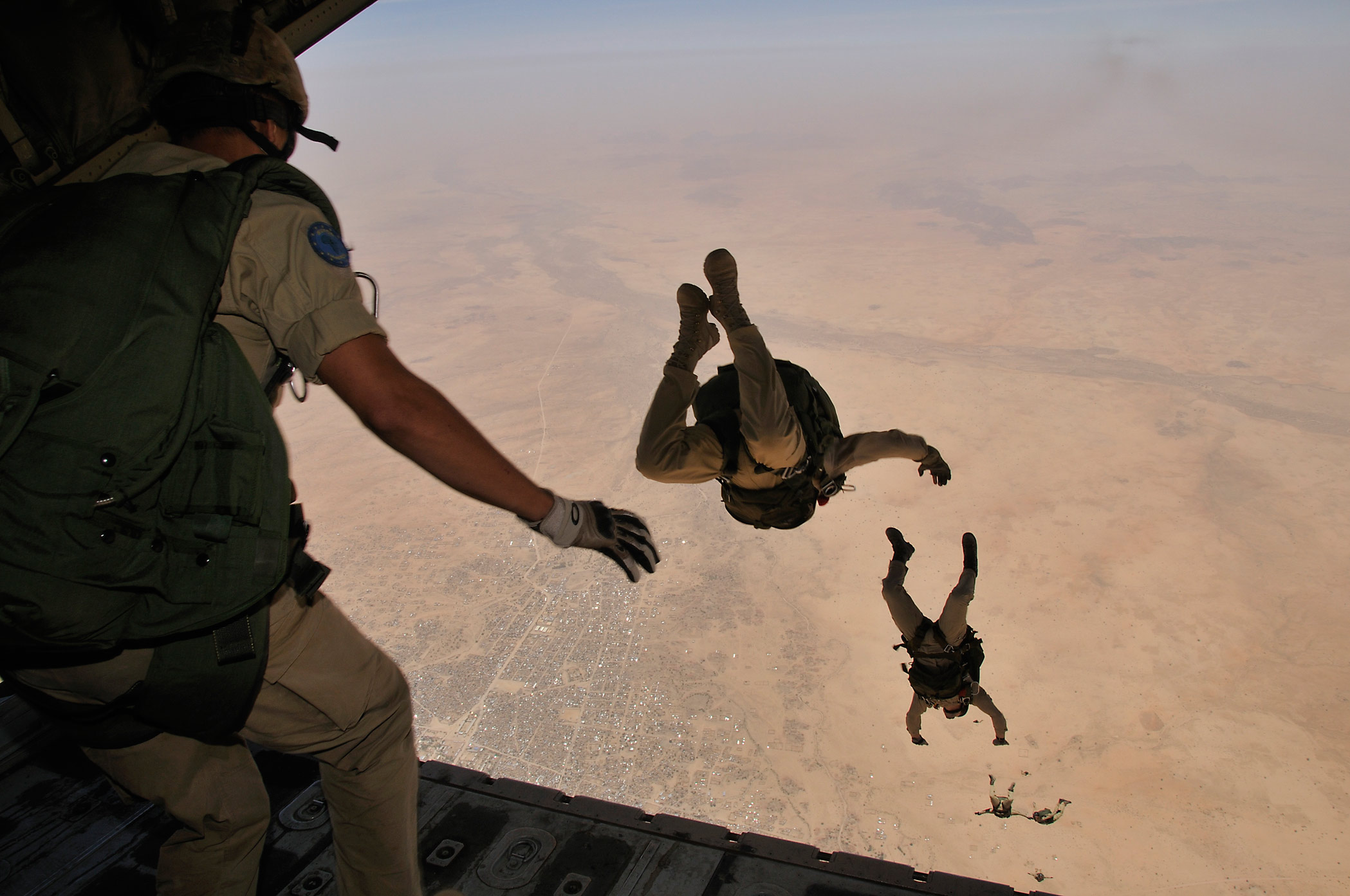
Paracadutisti del Jagdkommando

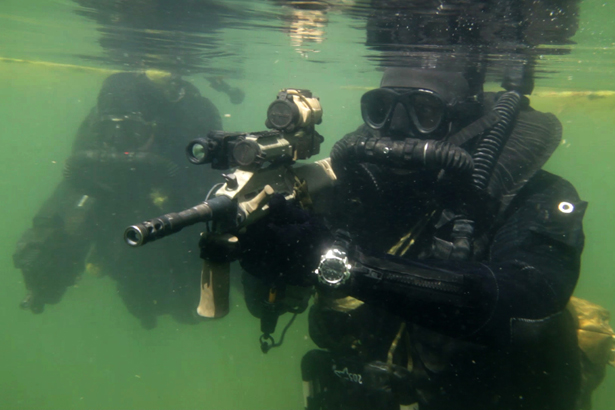
Kampftaucher Jagdkommando

- Evacuazioni in zone di crisi/guerra;
- Antiterrorismo;
- Bodyguard per personaggi pubblici (dal 2008 se ne occupa il Kommando Militärstreife & Militärpolizei);
- Sicurezza obiettivi sensibili;
- Impieghi internazionali in zone di guerra.

## Organizzazione
- Risorse umane
- Amministrazione
- Pubbliche relazioni e comunicazioni
- Basi d'impiego
  - 1. Task Group
  - 2. Task Group
  - 3. Task Group (riserva)
- Istruzione

## Impieghi
Nel 2008 i soldati del Jagdkommando furono impiegati nella missione EUFOR in Ciad; Operazione con status di informazione classificata.

## Selezione ed addestramento
La selezione si svolge di norma una volta all'anno e ha una durata di 6 mesi. Il programma inizia normalmente a gennaio con 3 settimane di preselezione. Durante questo periodo il candidato sosterrà i test fisici richiesti, riceverà un addestramento aggiuntivo e si sottoporrà a un'esercitazione sul campo di 72 ore, che è l'evento centrale del processo di selezione.
La maggior parte dei candidati fallirà durante l'esercitazione di 72 ore che include lunghe marce su strada in elementi delle dimensioni di una squadra, batterie di test psicologici e privazione totale del sonno. Il corso di preselezione è condotto da operatori attivi oltre che da abilitatori dell'unità.
Normalmente il 20-25% di tutti i candidati supererà il corso di preselezione e proseguirà con il cosiddetto Jagdkommandogrundkurs, il corso base di selezione. Le prime settimane si svolgono nella remota area di Allentsteig, una gigantesca area di addestramento militare nelle immediate vicinanze del confine ceco. Le prime sette settimane di tattiche per piccole unità sono oscurate da molta neve, tempo gelido, quantità di sonno molto ridotte e prestazioni fisiche permanenti. I candidati si abitueranno al pesante zaino Lowe e trascorreranno la maggior parte della giornata con esso sulle spalle mentre conducono pattuglie, imboscate e incursioni nelle foreste intorno ad Allentsteig.
Dopo la fase di tattica delle piccole unità, che eliminerà gli ultimi candidati non idonei, il corso base continuerà con corsi a blocchi di due o tre settimane ciascuno:
- Corso di demolizione di base
- Corso di paracadutismo
- Corso d'inserzione/estrazione anfibia
- Corso di sopravvivenza sul campo
- Corso CBQ di base
- Corso di combattimento subacqueo
- Esercitazioni sul campo
- SERE

## SERE
L'ultimo e più famigerato corso è l'addestramento SERE. Negli ultimi anni l'addestramento SERE ha preso parte sulle Alpi di Salisburgo. La “fase di esecuzione” durerà fino a dieci giorni, mentre il candidato dovrà effettuare il check-in a determinati checkpoint ogni 24 ore. I posti di blocco sono posti a 20-30 km di distanza, considerando le montagne tra i punti e la necessità tattica di rimanere fuori strade e sentieri, i candidati saranno molto impegnati a rispettare i loro limiti di tempo e raramente troveranno sonno. Finalmente, dopo giorni di fuga e braccati da unità di fanteria, elicotteri e unità K9, i candidati subiranno un'imboscata e verranno catturati in uno dei loro posti di blocco. Questo segna l'inizio della “fase di prigionia”. Essendo l'ultima fase del corso di selezione questa fase durerà 72 ore.
Dopo aver completato il corso SERE, i soldati rimanenti (normalmente il 10-15% di tutti i candidati che hanno iniziato il corso di preselezione) vengono accettati nella confraternita del Jagdkommando e ricevono il berretto "verde fango" con lo stemma dell'unità. Alla maggior parte dei diplomati verrà assegnato un posto come operatore attivo in uno dei due Task Group dell'unità, mentre alcuni torneranno alla loro unità regolare dell'Esercito.
I soldati del Jagdkommando sono estremamente orgogliosi del loro lungo e unico corso di selezione e del prestigio che deriva dal guadagnarsi il berretto verde oliva all'interno delle forze armate. Se un soldato viene scelto per diventare operatore dopo la selezione, frequenterà l'Einsatzausbildung 1, un corso in cui affinerà le sue abilità di operatore. L'addestramento durerà fino a un anno.
Normalmente inizia con un corso di guida di cinque settimane, seguito da lezioni di tiro. Questa sarà la prima volta che gli operatori utilizzeranno i sistemi d'arma avanzati Steyr AUG A2 Kdo e FN P90. Dopo settimane al poligono di tiro, i prossimi corsi saranno molto orientati alla montagna, come il corso di paracadutismo in montagna, i corsi di guerra invernale e alpinismo, nonché l'allenamento di sci.
Dopo i corsi di montagna inizierà l'addestramento individuale al lavoro. A seconda dell'incarico, l'operatore frequenterà il corso per sergente d'arma, corso per medico, corso per sergente delle comunicazioni o corso per geniere.
Il corso FOS CQB che segue insegna le ultime tecniche in HRO, CC e DDO. Gli operatori del Jagdkommando si addestrano insieme a diverse unità SOF della NATO in tutto il mondo e quindi le SOP e le tattiche utilizzate sono molto simili a quelle di altre unità FOS.
Diversi altri corsi completeranno l'Einsatzausbildung 1, come il corso Urban SR, l'addestramento avanzato al combattimento e le tecniche di assalto aereo.
Dopo più di 18 mesi d'addestramento all'operatore verrà assegnata una squadra nel 1° SOTG (Special Operations Task Group) o nel 2° SOTG. Il 3° SOTG appartiene alla Componente della Riserva dell'Esercito. Una tipica squadra del Jagdkommando è composta da sei operatori: il caposquadra, il sergente della squadra, un sergente/cecchino delle armi, un sergente del Genio, un sergente medico e un sergente delle comunicazioni. Ad ogni squadra è assegnata una specialità di inserimento, come caduta libera, anfibio, montagna e mobilità.

## Armamento

STEYR AUG A3

- Steyr AUG[4]
- HK416
- FN Herstal P90[4][5]
- Glock 17 / 18 / 21 / 26[4]
- Heckler & Koch HK417
- MG74
- M2 Browning
- Remington 870
- Steyr SSG 69[4]
- Steyr SSG 04
- Steyr SSG 08
- Steyr SSG M1
- Barrett M82[4]
- Barrett M95[4][6]